# Chinandega
Chinandega je město v Nikaragui. Nachází se v severozápadní části státu a je správním střediskem stejnojmenného departementu Chinandega. Je vzdáleno přibližně 134 km od hlavního města Managua, 15 km od pobřeží Tichého oceánu a 45 km od honduraské státní hranice. Okolí města patří k významným zemědělským regionům Nikaraguy - vyrábí se zde např. mouka, třtinový cukr, oleje.